# Western Addiction
Western Addiction ist eine Punkband aus San Francisco und wird meist dem Hardcore Punk zugeordnet. Die Band besteht aus Mitarbeiten des Punkrocklabels Fat Wreck Chords und ist auch dort unter Vertrag. Der Name der Band leitet sich von Western Addition her, einem Stadtteil von San Francisco.

## Geschichte
Die Band wurde bereits 1988 von den Gründungsmitgliedern Jason Hall, Chad Williams und Chicken Annicharico gegründet. Alle drei arbeiteten zu dieser Zeit bei Fat Wreck Chords. In dieser Zusammensetzung veröffentlichten sie 2003 ihre erste 7" EP, Remember to Disember. 2004 stieß dann Ken Yamazaki als Leadgitarrist zur Band, der zuvor bei Enemy You gespielt hat. Nun zu viert veröffentlichten sie 2014 eine Split-EP mit der floridianischen Hardcore-Band New Mexican Disaster Squad. Im November 2005 brachte die Band mit Cognicide ihre erste LP heraus und gingen mit dieser LP an der US-Westküste zusammen mit Propagandhi, in Japan zusammen mit NOFX und an der US-Ostküste mit New Mexican Disaster Squad auf Tour.
Danach wurde es länger still um die Band, bis sie 2013 wieder mit neuen Songs aktiv wurden, jedoch ohne Chicken Annicharico. Im August 2013 nahmen sie mit Pines eine 7" EP mit drei neuen Songs auf. 2014 ist Tony Teixeira als Gitarrist zur Band gestoßen. Weitere Releases folgten 2015, einerseits mit I’m Not the Man That I Thought I’d Be eine weitere 7" EP sowie die erstmals auf der Frühlingstour 2015 in Europa erhältliche Euro Tour E.P. mit allen Songs der zwei zuvor veröffentlichten 7" EPs. Am 10. März 2017 erfolgte schließlich, über zehn Jahre nach ihrem ersten Album, mit Tremulous das zweite vollwertige Album der Band. An diesem Release arbeitete auch das ehemalige Bandmitglied Chicken Annicharico mit, der auf den Studioaufnahmen den Bass spielte – produziert wurde das Album von Lagwagon-Sänger Joey Cape. Auf Tour spielt dafür Mitch Paglia den Bass, der zuvor bei der Band Nothington gespielt hat.

## Diskografie
- 2003: Remember to Dismember (7" EP, Stout Recording Studio)
- 2004: Split EP with New Mexican Disaster Squad (12"/CD, Stout Recording Studio)
- 2005: Cognicide (LP/CD)
- 2013: Pines (7" EP, Sharkbite Studios)
- 2015: I’m Not the Man That I Thought I’d Be (7" EP)
- 2015: Euro Tour E.P. (EP)
- 2017: Tremulous (LP)

Alle Releases der Band erschienen bei Fat Wreck Chords.